# Championnat de Bulgarie de football 2005-2006
Navigation
Saison précédente Saison suivante
La saison 2005-2006 du Championnat de Bulgarie de football était la 82e édition du championnat de première division en Bulgarie. Les 16 meilleurs clubs du pays se retrouvent au sein d'une poule unique, la A Professionnal Football League, où ils s'affrontent deux fois, à domicile et à l'extérieur. À l'issue du championnat, les trois derniers du classement sont relégués et remplacés par les trois premiers de deuxième division.
C'est le PFK Levski Sofia qui remporte la compétition en terminant du championnat. C'est le 24e titre de champion de Bulgarie de l'histoire du club.

## Les 14 clubs participants
| - PFK Levski Sofia - FK CSKA Sofia - Lokomotiv Plovdiv - Litex Lovech - Naftex Burgas - PFC Slavia Sofia - Beroe Stara Zagora - Belassitza Petritch | - Lokomotiv Sofia - Botev Plovdiv - Promu de D2 - Cherno More Varna - Pirin Blagoevgrad - Pirin Blagoevgrad 1922 - Promu de D2 - Vihren Sandanski - Promu de D2 - Marek Dupnitsa - Rodopa Smoljan |

## Compétition

### Classement
Le barème utilisé pour établir le classement est le suivant :
- Victoire : 3 points
- Match nul : 1 point
- Défaite : 0 point

| Rang | Équipe                   | Pts | J  | G  | N  | P  | Bp | Bc | Diff |
| ---- | ------------------------ | --- | -- | -- | -- | -- | -- | -- | ---- |
| 1    | PFK Levski Sofia         | 68  | 28 | 21 | 5  | 2  | 71 | 23 | +48  |
| 2    | FK CSKA Sofia T C        | 65  | 28 | 20 | 5  | 3  | 73 | 22 | +51  |
| 3    | Litex Lovech             | 60  | 28 | 18 | 6  | 4  | 51 | 22 | +29  |
| 4    | Lokomotiv Sofia          | 54  | 28 | 18 | 0  | 10 | 49 | 29 | +20  |
| 5    | Lokomotiv Plovdiv        | 40  | 28 | 11 | 7  | 10 | 43 | 42 | +1   |
| 6    | Belassitza Petritch      | 39  | 28 | 11 | 6  | 11 | 33 | 33 | 0    |
| 7    | Slavia Sofia             | 39  | 28 | 12 | 3  | 13 | 33 | 34 | -1   |
| 8    | Cherno More Varna        | 37  | 28 | 10 | 7  | 11 | 29 | 27 | +2   |
| 9    | Vihren Sandanski P       | 32  | 28 | 10 | 2  | 16 | 35 | 55 | -20  |
| 10   | Beroe Stara Zagora       | 32  | 28 | 8  | 8  | 12 | 36 | 53 | -17  |
| 11   | Marek Dupnitsa           | 31  | 28 | 8  | 7  | 13 | 23 | 37 | -14  |
| 12   | Rodopa Smoljan           | 25  | 28 | 7  | 4  | 17 | 23 | 52 | -29  |
| 13   | Botev Plovdiv P          | 24  | 28 | 4  | 12 | 12 | 20 | 38 | -18  |
| 14   | Pirin Blagoevgrad 1922 P | 23  | 28 | 5  | 8  | 15 | 23 | 46 | -23  |
| 15   | Naftex Burgas            | 17  | 28 | 4  | 6  | 18 | 14 | 43 | -29  |
| 16   | Pirin Blagoevgrad        |     |    |    |    |    |    |    |      |

|  | Qualification pour la Ligue des clubs champions 2006-2007                                |
|  | Qualification pour la Coupe UEFA 2006-2007                                               |
|  | Qualification pour la Coupe Intertoto 2006                                               |
|  | Relégation en 2e division                                                                |
|  | T : Tenant du titre C : Vainqueur de la Coupe de Bulgarie P : Promu de deuxième division |

- Le club de Pirin Blagoevgrad est exclu après 2 journées, sa situation financière et sa dette importante l'empêchant de poursuivre la compétition.

## Bilan de la saison
| Championnat de Bulgarie de football 2005-2006              |                              |
| Champion                                                   | PFK Levski Sofia (24e titre) |
| Coupes et trophées                                         |                              |
| Vainqueur de la Coupe de Bulgarie 2005-2006                | FK CSKA Sofia                |
| Qualifications continentales                               |                              |
| Ligue des clubs champions 2006-2007 (2e tour préliminaire) | PFK Levski Sofia             |
| Coupe UEFA 2006-2007                                       | Lokomotiv Sofia              |
| Coupe UEFA 2006-2007                                       | FK CSKA Sofia                |
| Coupe UEFA 2006-2007                                       | Litex Lovech                 |
| Coupe Intertoto 2006                                       | Lokomotiv Plovdiv            |
| Promotions et relégations                                  |                              |
| Promus en A PFL                                            | Rilski Sportist Samokov      |
| Promus en A PFL                                            | Spartak Varna                |
| Promus en A PFL                                            | Koneliano German             |
| Relégués en B PFL                                          | Pirin Blagoevgrad 1922       |
| Relégués en B PFL                                          | Naftex Burgas                |
| Relégués en B PFL                                          | Pirin Blagoevgrad            |